# Amy Goodman
Amy Goodman (Washington DC, 13 d'abril de 1957) és un periodista estatunidenca. La carrera de periodisme d'investigació de Goodman inclou la cobertura del moviment d'independència de Timor Oriental i del paper de Chevron Corporation a Nigèria. Des de 1996 Goodman ha estat presentadora de Democracy Now!, un programa global de notícies independents que s'emet diàriament a la ràdio, la televisió i Internet. Ha rebut nombrosos premis, incloent-hi el Premi Thomas Merton el 2004, el Premi Nobel Alternatiu el 2008, el NCTE George Orwell Award for Distinguished Contribution to Honesty and Clarity in Public Language i un Premi Izzy el 2009.
El 2012 Goodman va rebre el Premi Gandhi de la Pau per una "contribució significativa a la promoció d'una pau internacional duradora". Goodman és autora de sis llibres, incloent-hi The Silenced Majority: Stories of Uprisings, Occupations, Resistance, and Hope (2012) i The Silenced Majority: Stories of Uprisings, Occupations, Resistance, and Hope (2016). El 2016 va ser denunciada penalment en relació amb la seva cobertura de les protestes del gasoducte de Bakken. Els càrrecs, que van ser condemnats pel
Comitè per la Protecció dels Periodistes, se li van retirar el 17 d'octubre del 2016.